# Brygada litewsko-polsko-ukraińska

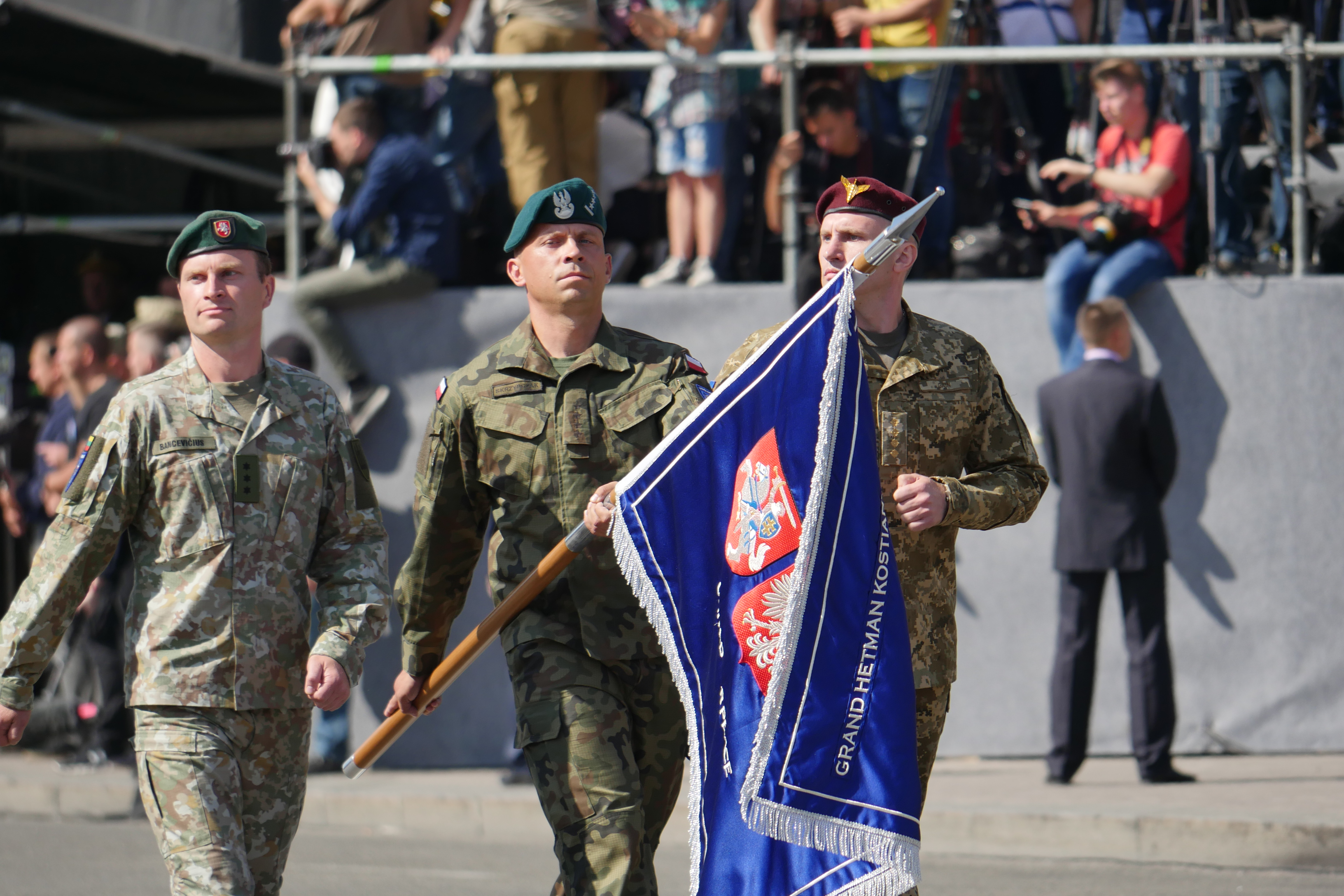
Grupa żołnierzy brygady podczas defilady wojskowej z okazji 27. rocznicy odzyskania przez Ukrainę Niepodległości w 2018

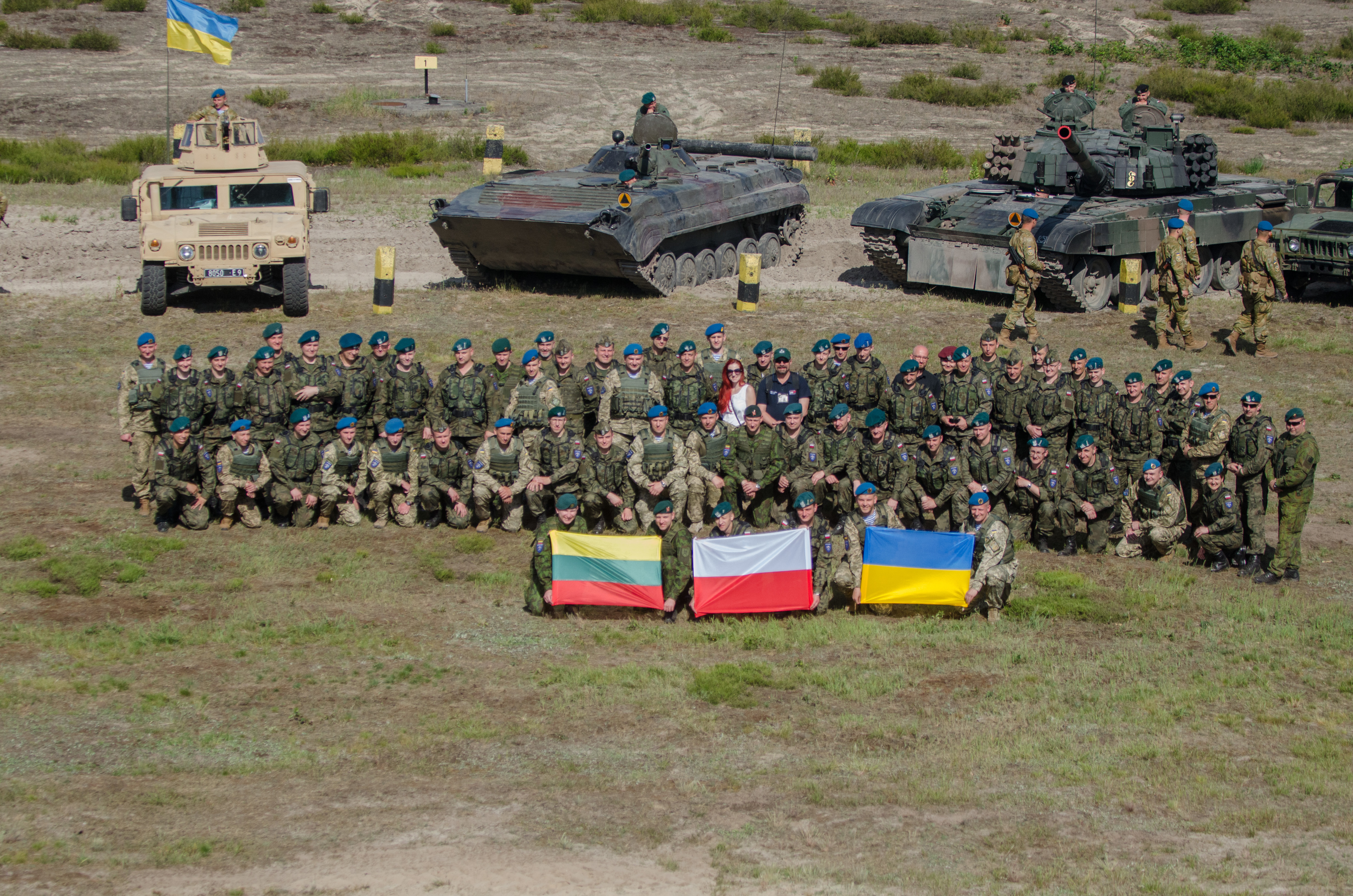
Ćwiczenia brygady w 2016

Litewsko-Polsko-Ukraińska Brygada im. Wielkiego Hetmana Konstantego Ostrogskiego, LITPOLUKRBRIG, Wielonarodowa Brygada, WB – międzynarodowa brygada, tworzona z jednostek litewskich, polskich i ukraińskich. Liczy 4500 żołnierzy, i stacjonuje w Lublinie. List intencyjny ws. utworzenia brygady podpisano 16 listopada 2009. Umowa w tej sprawie została podpisana przez ministrów obrony narodowej trzech państw 19 września 2014. Wstępną gotowość operacyjną wielonarodowa brygada osiągnęła 25 stycznia 2016 roku. Pełna zdolność operacyjna została osiągnięta 24 stycznia 2017 roku.
Na podstawie Decyzji Nr 3/MON z 11.01.2017 r.w brygadzie wprowadzono odznakę pamiątkową i oznakę rozpoznawczą. W dniu 5 października 2017 brygada otrzymała sztandar i nosi odtąd imię hetmana Konstantego Ostrogskiego, zwycięzcy w bitwie pod Orszą (1514).

## Geneza
Brygada nawiązuje do wielowiekowej tradycji współpracy trzech narodów, mieszkających przez stulecia w jednym państwie – Rzeczypospolitej Obojga Narodów.
Współcześnie jej genezą są bataliony:
- Litewsko-Polski Batalion Sił Pokojowych – LITPOLBAT, istniejący w latach 1997–2007
- Polsko-Ukraiński Batalion Sił Pokojowych – POLUKRBAT, istniejący w latach 1998–2010 (do 2009 roku w jego skład wchodził też pododdział litewski).

Jednostki te brały udział w misjach w Kosowie, Syrii, Libanie, Iraku czy Afganistanie.

## Funkcjonowanie
Zgodnie z planem pododdziały wydzielane do brygady z Litwy, Polski i Ukrainy pozostaną w dotychczasowych miejscach stałej dyslokacji, natomiast kwatera główna znajduje się w Lublinie. Funkcjonujące w jednostce stanowiska dowódcze będą po kolei obsadzać oficerowie z trzech tworzących jednostkę państw, zmieniając się co trzy lata.

## Dotychczasowe działania
Od początku funkcjonowania Brygada uczestniczyła w różnorakich ćwiczeniach międzynarodowych:
- Rapid Trident – 12 Ukraina;
- Saber Strike – 13 Litwa/Estonia;
- Saber Guardian – 13 Rumunia;
- Crystal Eagle – 13 Niemcy;
- Maple Arch – 13 Ukraina;
- Joint Effort – 13 (LOCON – brygadowa GB) Eurokorpus;
- Joint Spirit – 13 (LOCON – 4 batalionowe GB) Eurokorpus – Francja;
- Saber Guardian – 14 Bułgaria;
- Maple Arch – 14[1]

## Przedmiot działania
Wielonarodowa Brygada jest przeznaczona do prowadzenia operacji pod auspicjami Narodów Zjednoczonych, NATO, Unii Europejskiej, a także w ramach tymczasowo tworzonych koalicji, zgodnie z kartą Narodów Zjednoczonych oraz umowami z państwami wydzielającymi siły.
Zgodnie z Koncepcją utworzenia brygady jej misją będzie:
- współdziałanie w międzynarodowym wysiłku utrzymania pokoju;
- zacieśnianie regionalnej współpracy wojskowej;
- stwarzanie podstaw do ewentualnego powołania na jej bazie Wyszehradzkiej Grupy Bojowej UE po 2015 r.[7]

## Dowództwo
- Dowódca: płk Marcin Maj[8].
- Zastępca dowódcy: płk Yevhen Shamataliuk (Ukraina)[9]
- Szef sztabu: płk Ramundas Jankauskas (Litwa)[10]

## Struktura
W skład Wielonarodowej Brygady wchodzą:
- dowództwo Wielonarodowej Brygady (część polska), które mieści się przy ul. Radziszewskiego 4 w Lublinie,
- batalion dowodzenia Wielonarodowej Brygady (część polska) stacjonujący przy ul. Herberta 49 w Lublinie.
- 5 batalion strzelców podhalańskich / 21 Brygada Strzelców Podhalańskich
- batalion desantowo-szturmowy / 80 Brygada Desantowo - Szturmowa
- batalion piechoty im. Księcia Margirisa
- 14 dywizjon artylerii samobieżnej / 21 Brygada Strzelców Podhalańskich
- 21 dywizjon artylerii przeciwlotniczej / 21 Brygada Strzelców Podhalańskich
- 16 batalion saperów / 21 Brygada Strzelców Podhalańskich
- 21 batalion logistyczny / 21 Brygada Strzelców Podhalańskich

## Skład
W skład jednostki wchodzi w sumie 4500 żołnierzy i dowództwa:
- część litewska – 350 żołnierzy,
- część polska – 3500 żołnierzy – powstała w 2011 roku w oparciu o wojska 3 Brygady Zmechanizowanej. Jednostka podlega bezpośrednio Dowództwu Generalnemu Rodzajów Sił Zbrojnych;
- część ukraińska – 560 żołnierzy.

## Status prawny polskiej części Brygady
- Decyzja Nr 45/MON Ministra Obrony Narodowej z dnia 10 lutego 2009 r. w sprawie powołania Zespołu do spraw utworzenia Brygady Litewsko-Polsko-Ukraińskiej.
- Rozkaz Nr 326/SG/P5 Szefa Sztabu Generalnego WP z dnia 10 maja 2010 r. w sprawie utworzenia Brygady Litewsko-Polsko-Ukraińskiej[13].